# マクシム・オパレフ
マクシム・オパレフ（Maxim Opalev、1979年4月4日 - ）は、ロシアの男子スプリントカヌー選手。ヴォルゴグラード州ヴォルゴグラード出身
2008年北京オリンピックでC1人乗り500mで金メダル、カヌースプリント世界選手権では今までに通算11枚の金メダルを獲得している。2003年の世界選手権では4人乗りの種目で、チームメイトのセルゲイ・ウレギンがドーピングテストに陽性を示したため、メダルを剥奪された。